# 調和の入江
調和の入江(Sinus Concordiae)は、静かの海の東端に伸びる部分である。北の境界は眠りの沼、南の境界は、ダ・ヴィンチ・クレーターを含む荒れ地である。この湾の月面座標は、北緯10.8°、東経43.2°であり、直径は142㎞である。